# Hendon Central (London Underground)

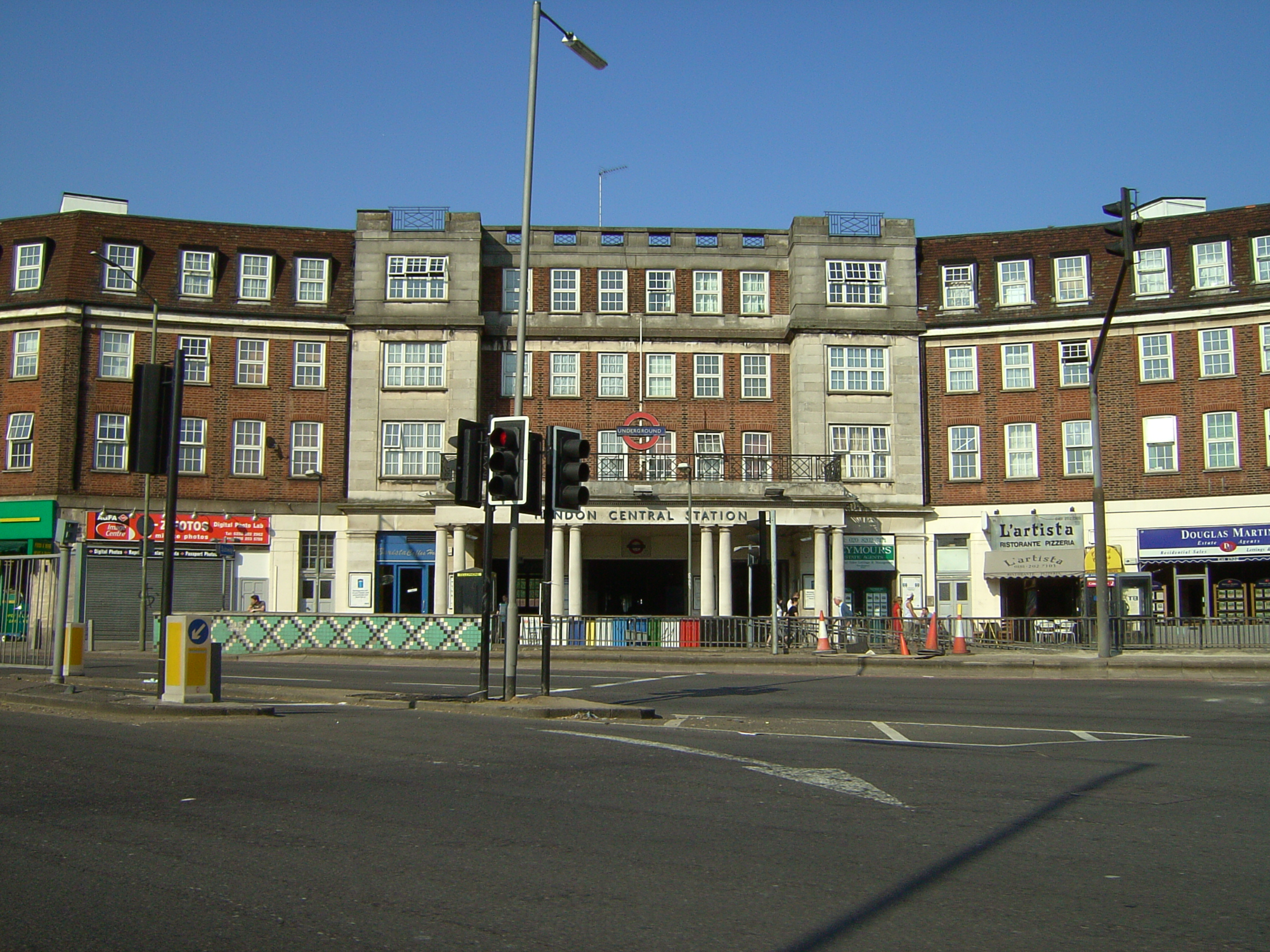
Stationsgebäude

Hendon Central ist eine oberirdische Station der London Underground im Stadtbezirk London Borough of Barnet. Sie liegt an der Grenze der Travelcard-Tarifzonen 3 und 4, an der Kreuzung von Hendon Way, Watford Way und Queen’s Road. Im Jahr 2013 nutzten 6,84 Millionen Fahrgäste diese von der Northern Line bediente Station.
Unmittelbar am nordwestlichen Ende der Station folgt ein rund 1000 Meter langer Tunnel, der das Zentrum des Stadtteils Hendon unterquert; die restliche Strecke bis nach Edgware ist wiederum oberirdisch. Die Eröffnung der Station erfolgte am 19. November 1923. Neun Monate lang war Hendon Central Endstation, die Verlängerung nach Edgware wurde am 18. August 1924 in Betrieb genommen.
Das Stationsgebäude wurde von Stanley Heaps im neo-georgianischen Stil entworfen, konnte jedoch erst 1929 vollendet werden. Auffälligstes Merkmal sind die mit Portland-Stein verkleidete Vorderfassade und eine Arkade mit acht dorischen Säulen im Eingangsbereich. Seit 2011 steht das Gebäude unter Denkmalschutz (Grade II).